# Ethelinda Smith
Ethelinda Smith (Portland, Oregon, 28 de maig de 1888) va ser una cantant estatunidenca.
Estudià piano i cant amb professors particulars i es donà conèixer des de molt jove com a cantant de concerts, interpretant el repertori clàssic i el modern, així com les obres dels contemporanis americans. Ethelinda va recórrer diverses vegades els Estats Units, i també va actuar en Europa.